# Shinobu Maehara
Sloka (前原 しのぶ; transcripción del japonés: Maehara Shinobu) es un personaje ficticio de la serie de manga y anime Love Hina. Su voz en japonés es interpretada por Masayo Kurata y en inglés por Bridget Hoffman.
Tiene 16 años, es una estudiante de secundaria. Debido a la separación de sus padres vive en Hinatasō, y es la más joven del dormitorio. Sus mejores amigas son Akikio (de la escuela), y Kaolla Sū (también residente de Hinatasō). Lo que más la distingue es que es tímida y muy sensible. Mide 1,47 metros y sus medidas son 68-52-72 (confirmado en el capítulo 5 del manga).

## Historia
Cuando Keitaro llega a los dormitorios, Shinobu ya estaba viviendo allí, debido a los problemas matrimoniales de sus padres. Al igual que el resto de las residentes, en un principio cree que él es un estudiante universitario, por lo que incluso le solicita que la ayude a estudiar y, cuando se descubre la verdad, ella se siente traicionada por Keitaro; sin embargo, hacen las paces luego de que él descubriera que su cumpleaños estaba muy cerca y los residentes le hacen una fiesta sorpresa. En un principio ella es una chica muy tranquila y tímida, que inmediatamente se enamora de Keitaro, luego de haberle dicho que es una chica muy fuerte y que debe creer en ella misma. Después de que Keitaro escapa tras haber creído que había fracasado en sus exámenes de admisión y Naru saliera en su búsqueda, ella junto a las chicas van a ver los resultados de los exámenes, enterándose allí de que tanto Keitaro como Naru habían sido aceptados en la Universidad de Tokio. Las chicas van en busca de Keitaro y Naru, quienes se encontraban perdidos en un desierto de la isla Pararakelse. Tras encontrarlos, es Shinobu quien les comunica la buena noticia a ambos de que habían sido admitidos en la Universidad de Tokio. Su confianza crece gradualmente hasta que finalmente demuestra de forma abierta estar celosa de la relación entre Keitaro y Naru en los volúmenes finales. En el epílogo del volumen 14, ubicado cuatro años después, aparece una Shinobu más madura y lejos de la chica tímida que alguna vez fue, pero ella aún está enamorada de Tomioka.

## Rol en Love Hina Again y en los especiales
En el especial de Navidad el amor de Shinobu hacia Keitaro es muy evidente, puesto que ella le dice que Naru tenía una carta de amor en donde decía que estaba enamorada de él. Además, la intención de Shinobu en ese especial era decirle a Keitaro que estaba enamorada de él. Finalmente decide leerle la carta de Naru dirigida a Seta para salvar la relación de Naru y Keitaro. Más tarde aparecen Kitsune y Shinobu en un puente. Kitsune descubre los sentimientos de Shinobu y le dice que no tiene por qué llorar, ya que declararse en una época específica del año no importa demasiado para ser feliz. En el mismo episodio Shinobu abraza a Naru después de declarar públicamente en la televisión y a su padre que llega con Kaolla y Sarah.
En Love Hina Again  Shinobu aparenta tener 15 años, ya que ella dice que entrará a la universidad en 3 años. También parece apoyar a Naru en su relación con Keitaro. Es humillada y llamada infantil por Kanako al llevar ropa interior de ositos y fresas. Luego, junto con las otras chicas, atacan a la verdadera Naru. Shinobu está en total desacuerdo con el romance de Kanako y Keitaro ya que los dos son hermanos. Ella y Motoko son las que tratan de hacer que Naru confiese sus sentimientos a Keitaro, pero Naru se niega. En la tercera parte de Love Hina Again, Shinobu se encuentra con Naru en la casa encantada, Naru le dice a Shinobu que conoce sus sentimientos por Keitaro y que por eso jugarán Piedra, papel y tijeras. Mientras juegan se hace evidente que Shinobu se deja ganar, puesto que se nota su reacción tardía.

## Diferencias entre el anime y el manga
Una de las diferencias entre el anime y el manga es cómo se introduce a Shinobu en la historia, debido a que en el anime ella llega en el segundo capítulo, tras la separación de sus padres. En cambio, en el manga ya residía en Hinatasō.
Otra diferencia en la historia es que en el manga no se menciona nada acerca de la separación de sus padres. Tanto en el capítulo 2 como en el Especial de Navidad se puede observar cómo estos siguen juntos.
La tercera diferencia es que en el Manga cuando llega Keitaro a los apartamentos de Hinata, Shinobu ya es residente pero en el anime no se convierte en residente hasta el episodio 2.